# 陈瑞爱
陈瑞爱（1970年12月—），广东新兴人，汉族，中华人民共和国政治人物、第十二届全国人民代表大会广东地区代表。
毕业于中国农业大学微生物专业。担任大华农总经理。2008年起担任全国人大代表。2013年，担任全国人大代表。2018年2月24日，当选为第十三届全国人大代表。